# Kersebleptes
Kersebleptes (auch Kersobleptes, Cersobleptes, altgriechisch Κερσεβλέπτες, Κερσοβλέπτης; † nach 342 v. Chr.) war ein thrakischer Teilkönig von 359 bis 342 v. Chr.
Kersebleptes, Sohn des Kotys I., folgte seinem Vater 360/59 v. Chr. als König der Odrysen. Im Jahre 359 v. Chr. verübten thrakische Truppen einen Angriff auf eine von Kephisodotos geleitete athenische Expedition in diese Gegend. Nach umständlichen Verhandlungen wurde zwischen Kersebleptes und Kephisodotos ein Vertrag geschlossen, der jedoch in Athen von der Volksversammlung abgelehnt wurde. In der folgenden Zeit konnte Athen seine Stellung in der Region durch eine weitere Expedition unter Chares wieder ausbauen. Kersebleptes befand sich in Rivalität mit seinem Bruder Amadokos II., einem anderen Teilkönig. Unterstützt und politisch beraten wurde er von seinem Schwager und Heermeister Charidemos, der um 352 v. Chr. ein Bündnis mit Athen schloss. Noch im selben Jahr unternahm der makedonische König Philipp II. einen Feldzug ins Herrschaftsgebiet Kersebleptes’, dessen Ablauf erfolgreich war. Allerdings wurde eine endgültige Unterwerfung Kersebleptes’ durch eine Erkrankung Philipps verhindert. Kersebleptes musste aber ein Bündnis mit Philipp schließen und seine Verträge mit Athen aufkündigen. Zeitgleich entließ er Charidemos als Heermeister. 348 v. Chr. wagte Kersebleptes eine Rebellion gegen Philipp, während der er von Athen maritime Hilfe erhielt. 346 v. Chr. jedoch unterwarf sich Kersebleptes Philipp erneut. 342/1 v. Chr. wurde Kersebleptes endgültig entthront.
Den antiken griechischen Autoren nennen nur den Namen Kersobleptes, in Inschriften und auf einem Silbergefäß wird er jedoch als Kersebleptes genannt. Seine Bronzemünzen tragen die griechische Legende ΚΕΡ.
Seit 2005 ist er Namensgeber für den Kersebleptes-Nunatak auf Greenwich Island in der Antarktis.